# Ігошин Дмитро Володимирович
Дмитро Володимирович Ігошин (рос. Дмитрий Владимирович Игошин; народився 15 квітня 1980 у м. Горькому, СРСР) — російський хокеїст, нападник. Виступає за «Металург» (Жлобин) у Білоруській Екстралізі. Майстер спорту. 
Вихованець хокейної школи «Торпедо» (Нижній Новгород). Виступав за «Торпедо» (Нижній Новгород), «Мотор» (Заволжя), ХК «Вітебськ», «Керамін» (Мінськ).
Бронзовий призер чемпіонату Білорусі (2011). Переможець першості Росії серед команд вищої ліги (2003, 2007), бронзовий призер (2005). Володар Кубка Білорусі (2008, 2011), фіналіст (2010).